# Tuberculina maxima
Tuberculina maxima är en svampart som beskrevs av Rostr. 1890. Tuberculina maxima ingår i släktet Tuberculina och familjen Helicobasidiaceae.   Inga underarter finns listade i Catalogue of Life.